# 洛伊克巴德

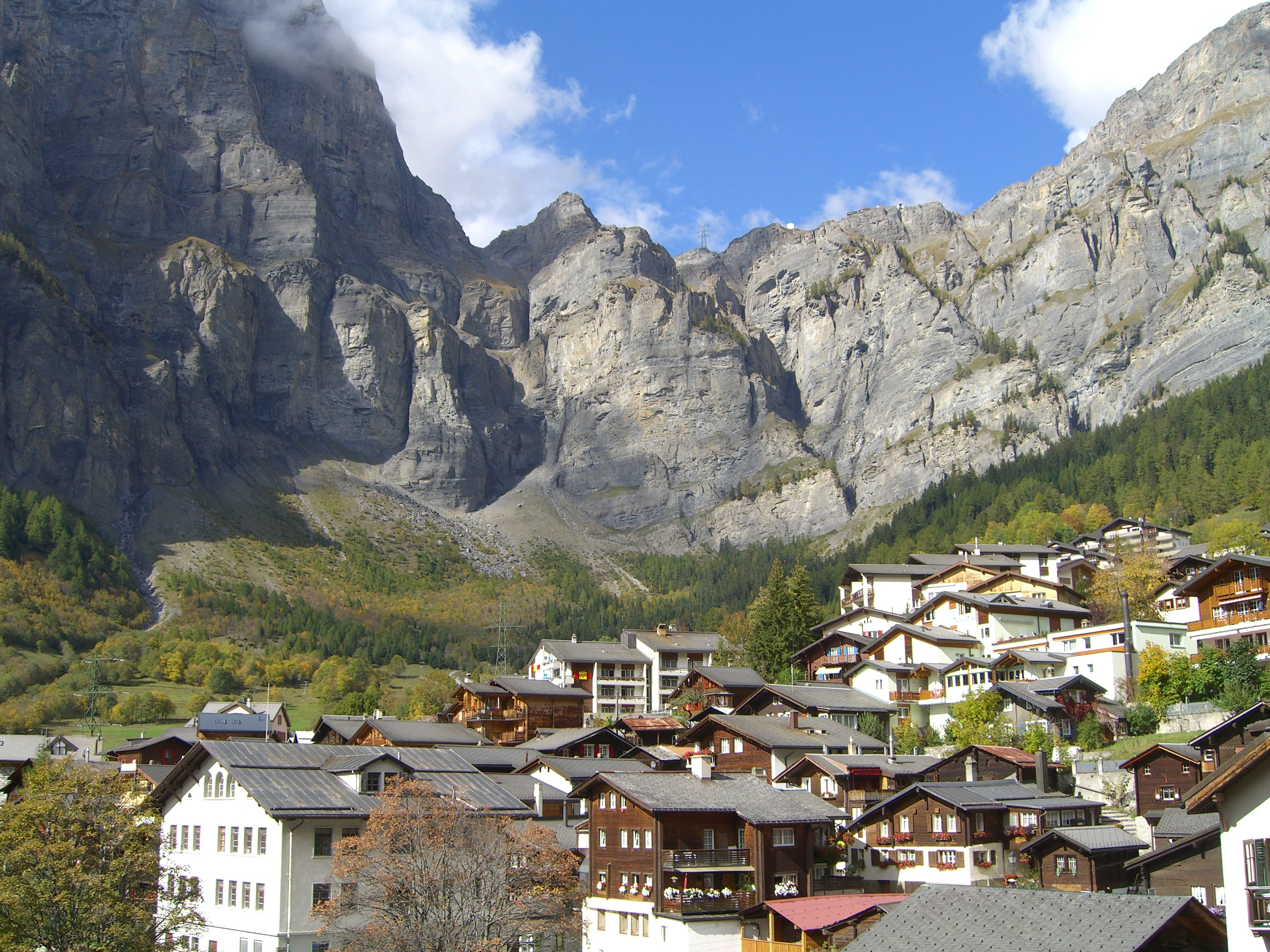
洛伊克巴德

洛伊克巴德（德語：Leukerbad）是瑞士瓦莱州洛伊克区的一个市镇，该地拥有65处温泉每日可涌出共计390万升的温泉水，是世界著名的温泉度假胜地。